# ويليام ماكلين (سياسي)
ويليام ماكلين هو محامي وسياسي أمريكي، ولد في 10 أغسطس 1794 في مقاطعة ماسون في الولايات المتحدة، وتوفي في 12 أكتوبر 1839 في سينسيناتي في الولايات المتحدة. نشط حزبياً في الحزب الجمهوري الديمقراطي. وقد انتخب عضو مجلس النواب الأمريكي ‏.